# Damiano Giulio Guzzetti
Damiano Giulio Guzzetti, né le 15 juillet 1959 à Turate dans la province de Côme en Italie, est un ecclésiastique catholique et missionnaire combonien italien. Il est l'actuel évêque du diocèse de Moroto en Ouganda.

## Biographie
Damiano Guzzetti entre chez les missionnaires comboniens du Sacré-Cœur (M.C.C.I.) en 1983. Il prononce ses vœux temporaires le 25 mai 1985 et part étudier la philosophie au grand séminaire de Ggaba en Ouganda de 1986 à 1988, puis la théologie au Kenya au Tangaza College de Nairobi (1988-1989). Il prononce ses vœux perpétuels le 27 mars 1989 et il est ordonné prêtre le 23 septembre suivant à l'âge de trente ans.
Après son ordination, Damiano Guzzetti rentre en Italie pour travailler de 1989 à 1994 pour la promotion des missions comboniennes et assurer un ministère paroissial. Il retourne ensuite en Ouganda où il est nommé vicaire à Namalu et à Naoi, puis il s'occupe de la paroisse de Matany dans le diocèse de Moroto en tant que curé. Il est membre du conseil provincial de la province combonienne d'Ouganda de 1999 à 2002. Il est également formateur des jeunes postulants tout en étant enseignant au séminaire de philosophie de Jinja de 2009 à 2013. Il rentre ensuite en Italie comme économe de la communauté combonienne de Venegono Superiore.
Le pape François le nomme évêque de Moroto, le 20 février 2014. L'archevêque de Tororo, Mgr Emmanuel Obbo AJ, le consacre le 24 mai suivant. Les co-consécrateurs sont l'évêque émérite de Moroto, Mgr Henry Apaloryamam Ssentongo (de), et le nonce apostolique en Ouganda, Mgr Michael August Blume SVD.